# Émile Topsent
Aquest autor és citat en taxonomia animal amb el nom «Topsent».
Émile Eugène Aldric Topsent (Le Havre, 10 de febrer de 1862 – Dijon, 22 de setembre de 1951) va ser un zoòleg francès conegut per les seves investigacions sobre les esponges.
Durant la seva carrera va treballar a diversos laboratoris i instituts de l'oest de França. Del 1919 al 1927 va ser conservador del Museu Zoològic d'Estrasburg. El 1920 fou nomenat president de la Société Zoologique de France. Topsent va descriure les col·leccions d’esponges atlàntiques i mediterrànies del príncep Albert I de Mònaco en tres volums (1892, 1927 i 1928). Va nomenar nombrosos tàxons nous per a la ciència com, per exemple, Leuconia joubini. Es considera que el seu treball és la base del sistema de classificació modern del filum Porifera. Una de les seves publicacions inclou l'esponja hexactinèl·lida Scolymastra joubini, una esponja de les aigües antàrtiques que es creu que podria arribar a viure 15.000 anys.

## Publicacions
Les obres següents són una selecció de les seves publicacions.
- Contribution à l'étude des clionides, 1888. (Contribution to the study of Clionaidae).
- Resultats des Campagnes Scientifiques Accomplies sur son Yacht par Albert Ier Prince Souvrain de Monaco, 1892. (Results of the scientific campaign accomplished by Prince Albert I of Monaco).
- Contribution à l'étude des spongiaires de l'Atlantique North, 1892. (Contribution to the study of sponges from the North Atlantic).
- Spongiaires des Açores, 1904. (Sponges of the Azores).
- Expédition Antarctique française 1903-1905, Dr. Jean Charcot commandée par le. Sciences naturelles, documents scientifiques. Spongiaires et coelentérés, 1908. (1903-1905 French Antarctic Expedition, led by Jean-Baptiste Charcot. Natural sciences, scientific documents. Sponges and coelenterata).
- Spongiaires Nationale De L'Expedition Antarctique Ecossaise, 1913. (Sponges from the Scottish National Antarctic Expedition).
- Spongiaires provenant campagnes des scientifiques de la Princesse Alice dans les mers du Nord, 1898-1899, 1906-1907, 1913. (Sponges from scientific cruises of the Princess Alice in the North Sea 1898-1899, 1906-1907).
- Étude de spongiaires du Golfe de Naples, 1925. (Study of sponges from the Gulf of Naples).
- Diagnoses of éponges nouvelles recueillies par le Prince Albert I of Monaco, 1927. (New diagnoses of sponges collected by Prince Albert I of Monaco).
- Spongiaires de l'Atlantique et de la Méditerranée des provenant Croisières du Prince Albert I of Monaco, 1928. (Sponges from the Atlantic and Mediterranean cruises of Prince Albert I of Monaco).
- Aperçu de la faune des Eponges Calcaires de la Méditerranée, 1934. (Overview on the fauna of calcareous sponges from the Mediterranean).
- Guide pour la connaissance d'éponges de la Méditerranée tableaux de corrections apportées aux mémoires d'O. Schmidt sur le sujet 1862, 1864, 1868, 1945. (Guide to the knowledge of sponges from the Mediterranean in regards to the work of Eduard Oscar Schmidt).